# Eucytherura ishizakii
Eucytherura ishizakii är en kräftdjursart som beskrevs av Brouwers 1994. Eucytherura ishizakii ingår i släktet Eucytherura och familjen Cytheruridae. Inga underarter finns listade i Catalogue of Life.